# موانع الحمل المديدة العكوسة
موانع الحمل المديدة العكوسة (إل إيه آر سي) هي وسائل لتحديد النسل تضمن فعالية مديدة في منع الحمل ولا تشترط أي إجراء من قبل المستخدم. وهي تشتمل على الحقن، اللولب الرحمي والغرسات تحت الجلد. تعد موانع الحمل المديدة العكوسة الأكثر فعالية من بين جميع وسائل منع الحمل العكوسة وذلك نظرًا لأنها لا تعتمد على امتثال المرضى. تصل معدلات فشل «الاستخدام النموذجي» للولب الرحمي والغرسات إلى أقل من 1% سنويًا وهذه النسبة قريبة للغاية من معدلات الفشل عند «الاستخدام المثالي».
بالإضافة إلى كونها مديدة التأثير، مريحة ومفضلة من قبل المستخدمين، فهي أيضًا فعالة جدًا من ناحية التكلفة. يوفر مستخدمي موانع الحمل المديدة العكوسة آلاف الدولارات على مدى خمس سنوات وذلك من خلال الاستغناء عن شراء الواقي الذكري وموانع الحمل الفموية. على الرغم من سلامتها وفعاليتها، فإن موانع الحمل المديدة العكوسة قليلة الاستخدام نسبيًا: 15.5% من النساء في جميع أنحاء العالم يستخدمن اللولب الرحمي و3.4% فقط يستخدمن الغرسات تحت الجلد.
يوصى باستخدام موانع الحمل المديدة العكوسة لدى المراهقين للمساعدة في خفض معدلات الحمل لدى المراهقات. يوصى باستخدام موانع الحمل المديدة العكوسة لدى النساء بأي عمر وبغض النظر عن عدد الولادات السابقة. يستوجب على النساء اللواتي يفكرن باستخدام موانع الحمل المديدة العكوسة تلقي المشورة بخصوص وسائل تنظيم الأسرة من قبل أخصائيي الصحة الإنجابية لأن أولئك اللواتي يقمن بذلك يكنّ أكثر رضا عنها ويستخدمنها لفترات أطول.

## الوسائل
تتضمن موانع الحمل المديدة العكوسة اللولب الرحمي والغرسات تحت الجلد:
- اللولب الهرموني (ميرينا، يعرف أيضًا باسم آي يو إس أو آي يو سي)[8]
- اللولب الرحمي النحاسي غير الهرموني (الولايات المتحدة- باراغارد)[8]
- غرسات منع الحمل تحت الجلد (الولايات المتحدة-نيكسبلانون/ إمبلانون/إمبلانون إن إكس تي؛ عالميًا نوربلانت/جاديل)

تصنف بعض وسائل منع الحمل الأقصر أجلًا ضمن وسائل منع الحمل المديدة العكوسة:
- وسائل منع الحمل القابلة للحقن التي تحتوي بروجسترون فقط[8]
- وسائل منع الحمل القابلة للحقن المركبة

## الآثار الجانبية
قد تسبب موانع الحمل المديدة العكوسة حيض غير منتظم ويعد غير مقبول من قبل بعض النساء كأثر جانبي («الحيض غير المنتظم والتمشيح شائع في الأشهر الستة الأولى» المرتبط باستخدام اللولب الهرموني؛ المشابه للآثار الجانبية الملاحظة عند استخدام اللولب الرحمي، الحقن أو الزرعات. «التغيرات في نمط النزف الذي يحتمل أن يظل غير منتظم») أو الانقطاع التام للدورة الشهرية (انقطاع الطمث). تشمل التأثيرات الجانبية الأخرى الأكثر ملاحظة التغيرات العاطفية، زيادة الوزن، الصداع والعد الشائع.
تشبه الآثار الجانبية لموانع الحمل المديدة العكوسة تلك الخاصة بموانع الحمل الفموية المركبة أو التي تحتوي على البروجسترون فقط، مع احتمال حدوث تغيرات طفيفة في الحالة المزاجية أو الرغبة الجنسية عند استخدام اللولب الرحمي واللولب الهرموني. قد يكون خطر الإصابة بالعد الشائع أعلى لدى مستخدمات اللولب الهرموني ولكنه ليس السبب الشائع للتوقف عن استخدامه. لوحظ اكتساب الوزن عند تناول الميدروكسي بروجستيرون أسيتات (ديبو بروفيرا). هناك خطورة طفيفة للإصابة بالعدوى لحظة إدخال اللولب الرحمي ولكن خطورة الإصابة بالداء الحوضي الالتهابي منخفضة للغاية (أقل من 1% من النساء المعرضات لخطورة الإصابة بالعدوى المنقولة جنسيًا)، وانثقاب الرحم (أقل من 1 في 1000). في حال حصول حمل خلال استخدام اللولب فتستوجب إزالته خلال أول 12 أسبوع حملي. في الحالات من هذا النوع، يكون هناك خطورة منخفضة لحصول حمل خارج الرحم- حوالي 1 من كل 20 حالة. لا يحصل حمل لدى النساء اللواي توقفن عن استخدام أسيتات ميدروكسي بروجستيرون قبل مرور عام، في حين لا يوجد دليل على تأخر حدوث الحمل لدى مستخدمات اللولب الرحمي أو الهرموني أو الزرعات.